# ذا نيو سكول
ذا نيو سكول هي جامعة خاصة غير هادفة للربح في مدينة نيويورك في الولايات المتحدة وتقع تحديداً في قرية غرينويش .

### 2000

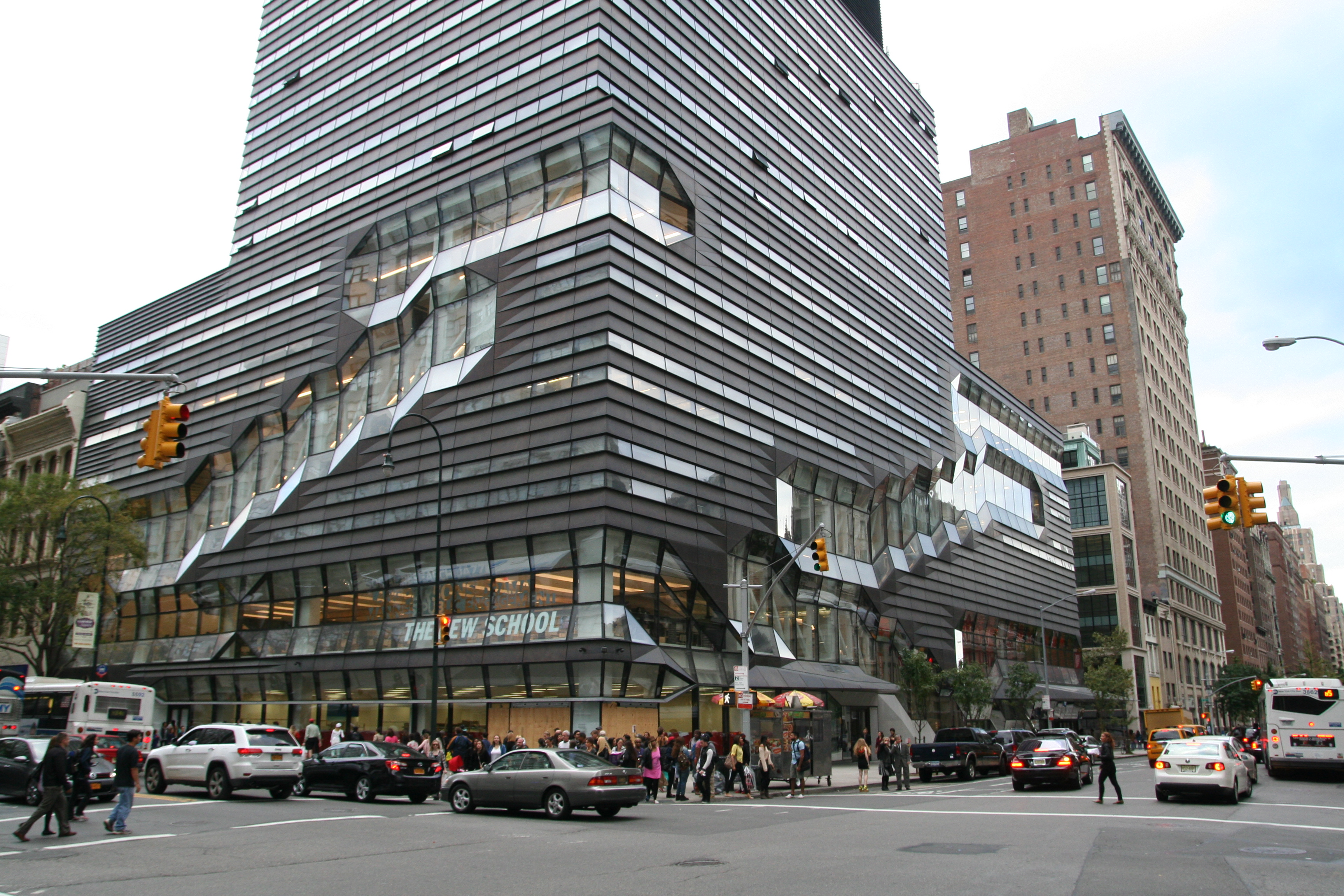
مركز جامعة ذا نيول سكول في شارع 14 و 5 أفينيو.

## حياة الطلاب
- منذ تأسيسها منذ 92 سنة مضت . الجامعة خرجت المئات من الطلاب، ومن بين الخريجين من الجامعة وودي آلن و شمعون بيريز و دونا كاران و مادلين لانغل و لورين هانزبيري و برادلي كوبر و تينيسي وليامزو جيجي حديد وغيرهم.

## معرض صور

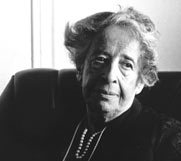
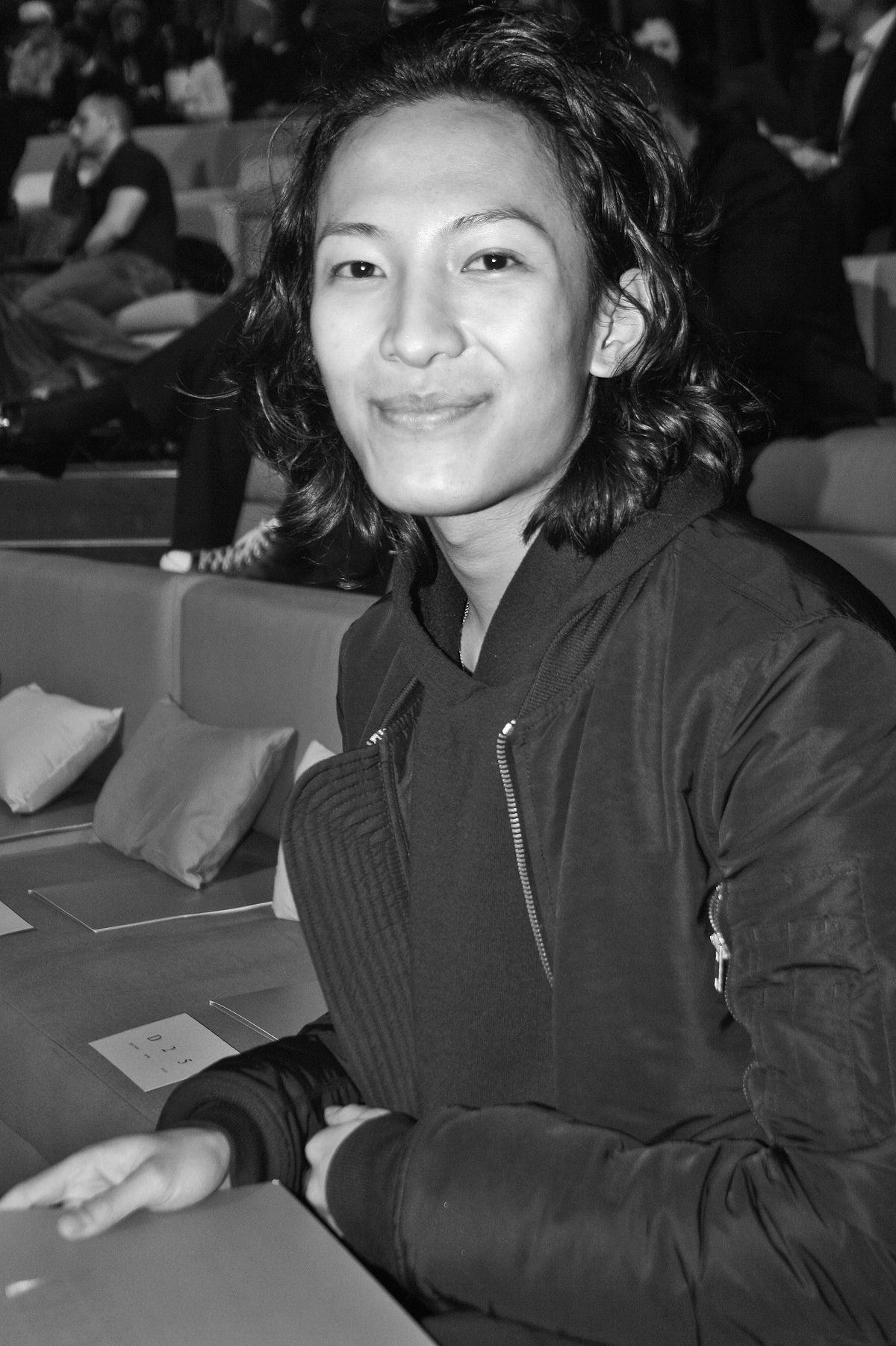
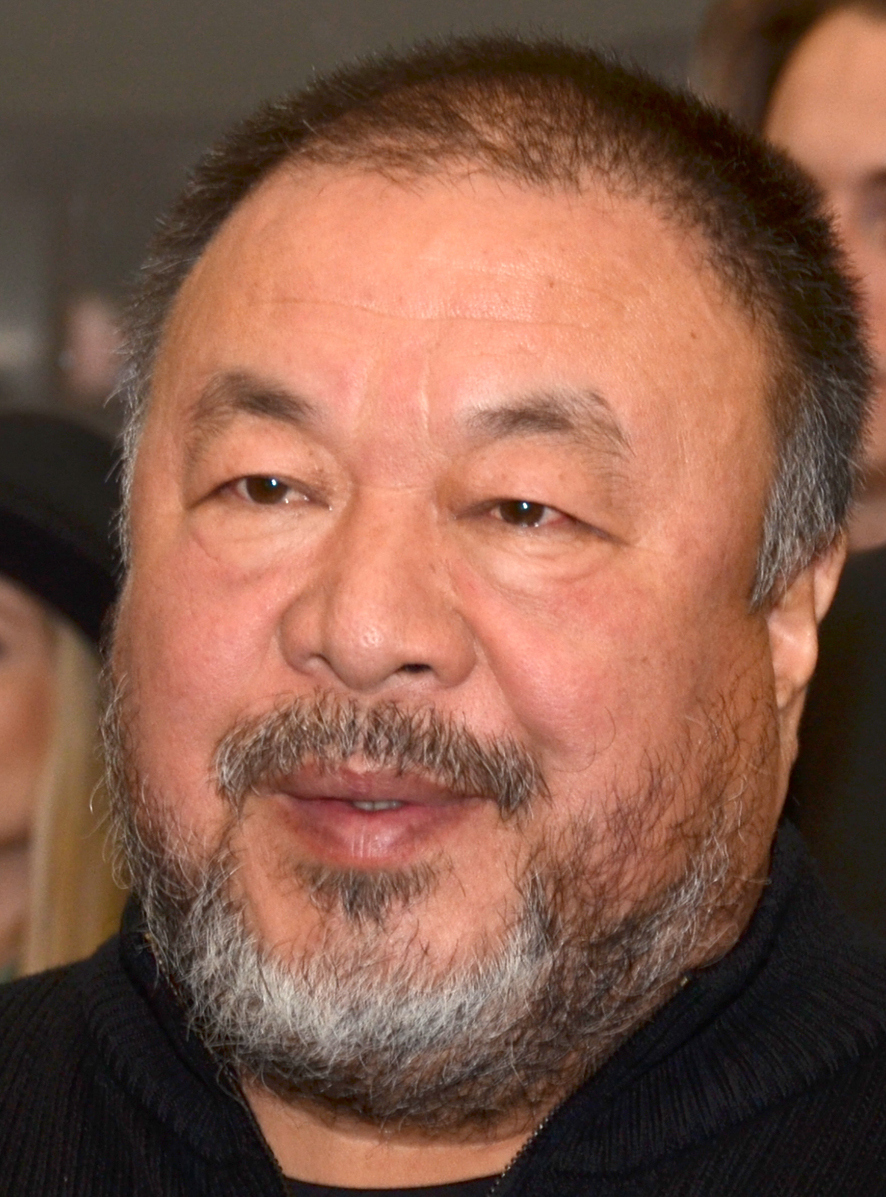
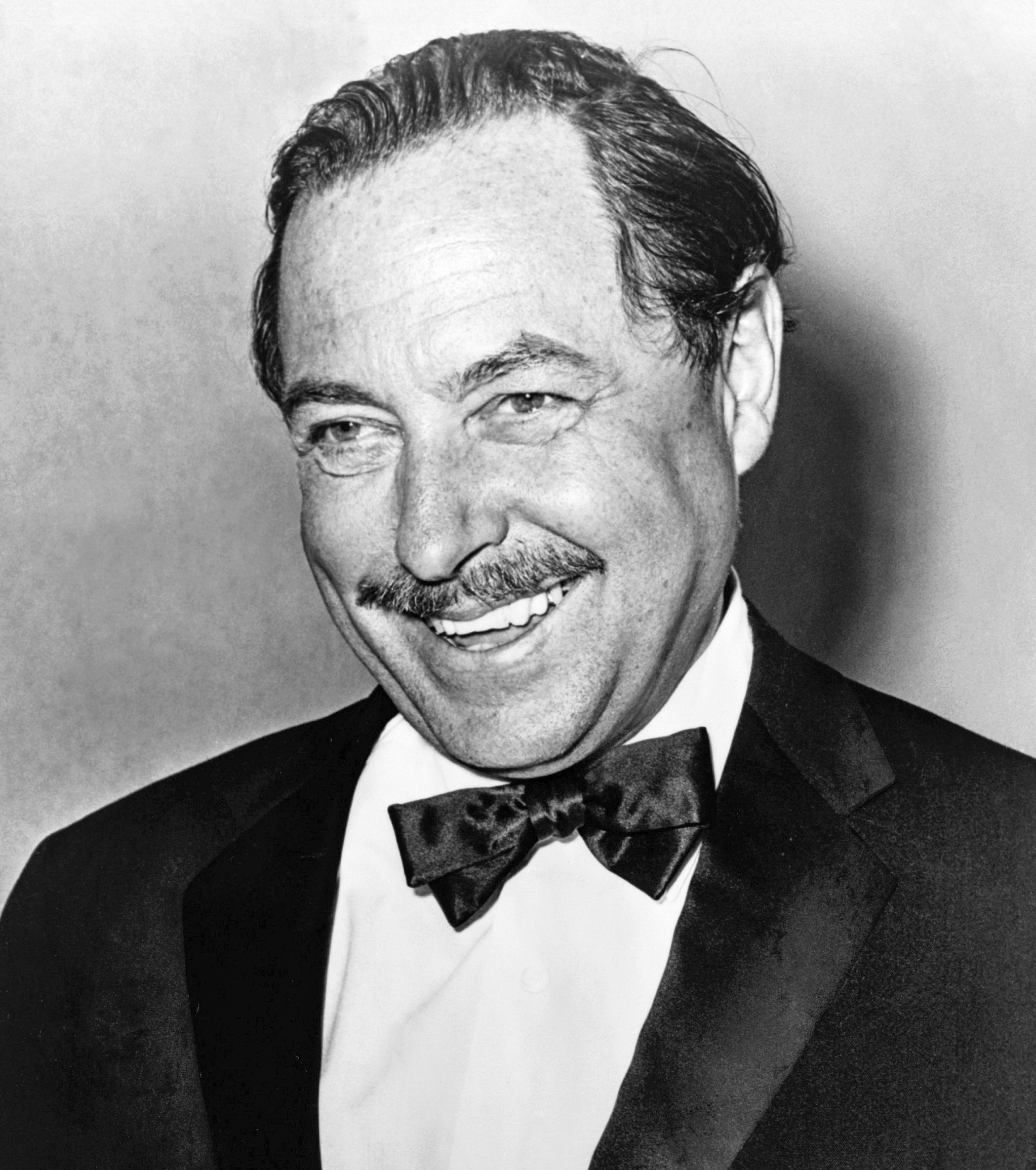
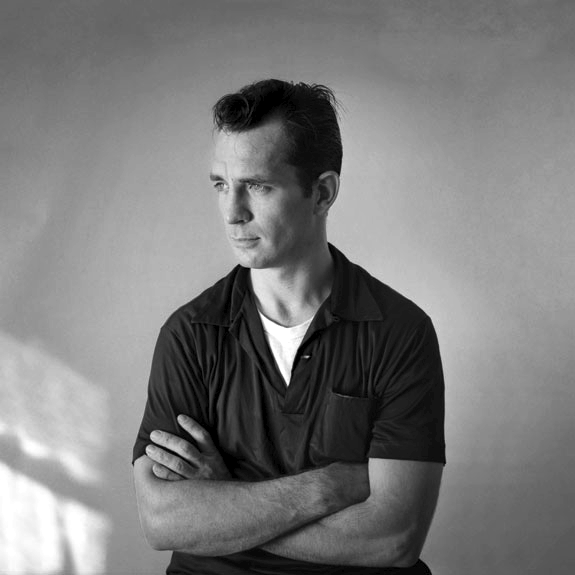
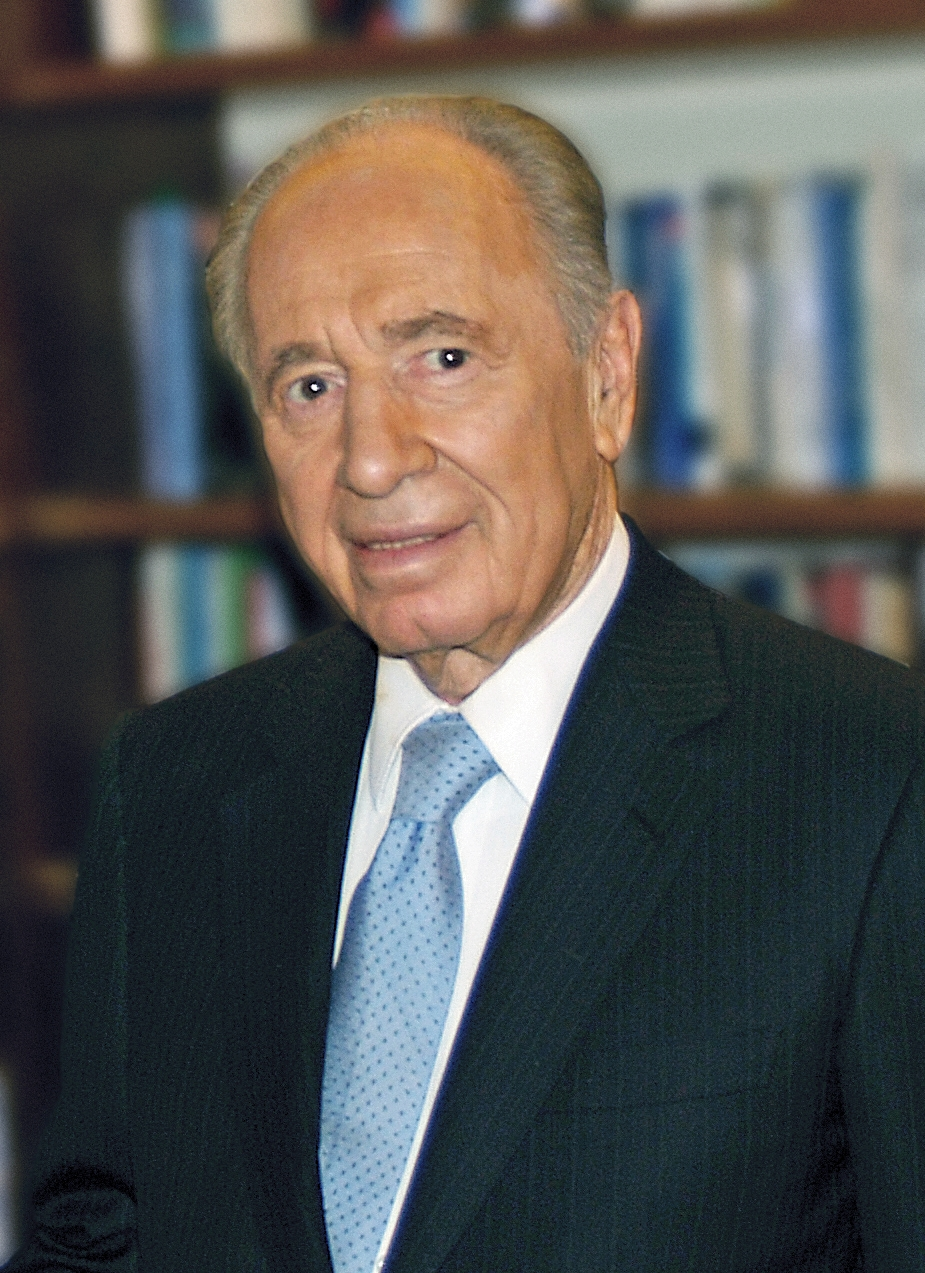

## وصلات خارجية
- الموقع الرسمي